# 타이사우루스

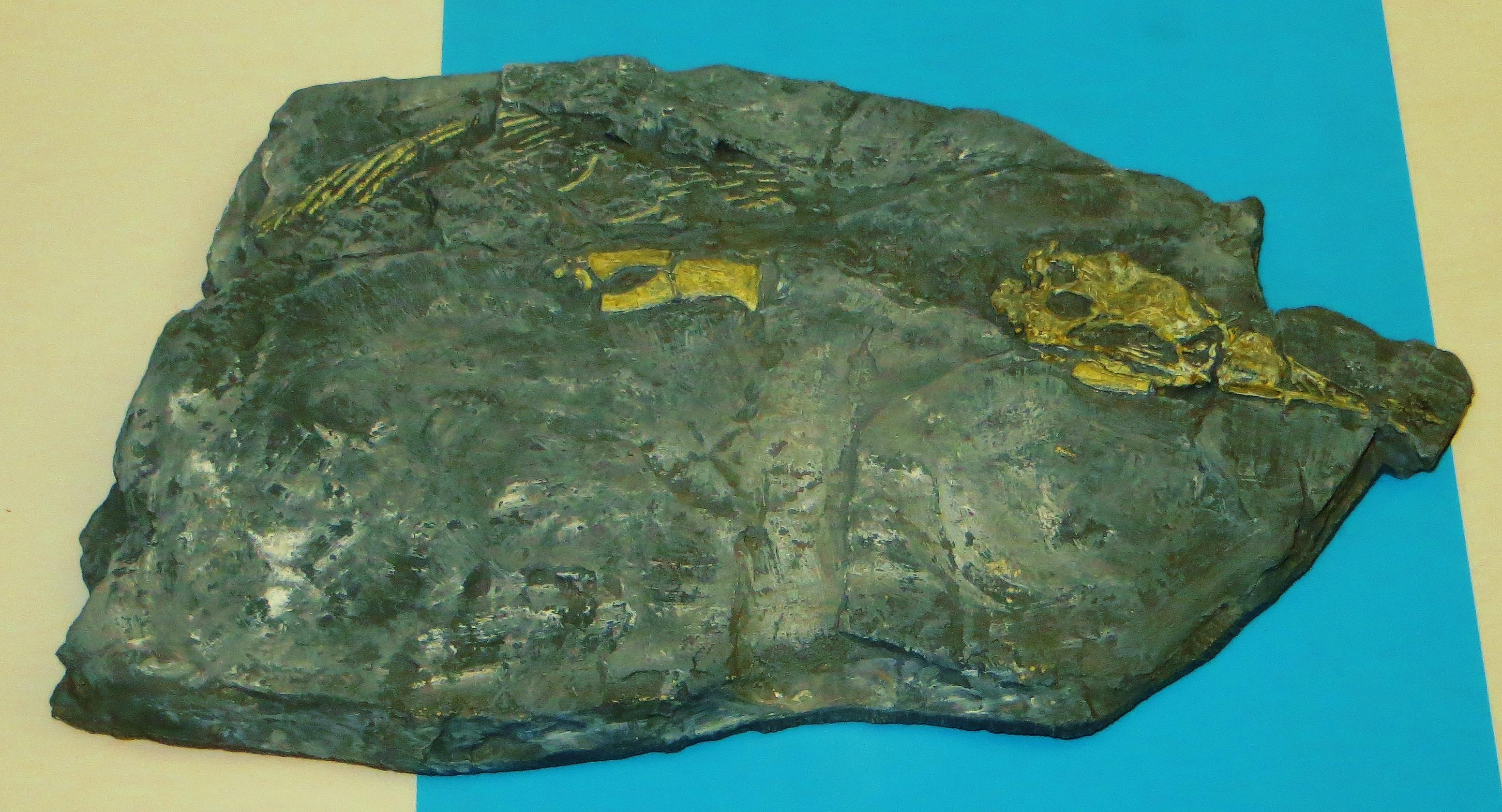

타이사우루스(Thaisaurus chonglakmanii)는 어룡목 이크티오사우루스과에 속하는 어룡이다. 지금은 멸종된 종으로 몸길이가 4~6m인 거대한 어룡에 속한다.

## 특징
타이사우루스는 바다에서 살았던 어룡 중에 하나이다. 부분적으로 확장된 두개골과 골반뼈를 가지고 있으며 주둥이가 앞으로 튀어나온 것이 특징이다. 바다의 염분을 조절하는 기능을 가지고 있었으며 겉모습의 외모도 현생의 고래나 돌고래와 상당히 비슷한 모습을 하고 있다. 양턱에는 총 15~20개의 삼각형 모양을 가진 이빨들을 가지고 있었으며 이것읕 통해 먹이를 사냥했을 것으로 추정이 된다. 먹이로는 당대에 서식했던 물고기, 갑각류, 무척추동물을 주로 잡아먹고 살았을 육식성의 포식자로 추정이 된다.

## 생존시기와 서식지와 화석의 발견
타이사우루스가 생존했던 시기는 중생대의 트라이아스기 초기로 지금으로부터 2억 4500만년전~2억 2000만년전에 생존했던 어룡이다. 생존했던 시기에는 중국과 태국을 중심으로 하는 인도양과 서부 태평양에서 서식했던 어룡이다. 화석의 발견은 1991년에 태국의 트라이아스기에 형성된 지층에서 태국의 고생물학자들에 의해 처음으로 발견이 되어 새롭게 명명된 종이다.

## 같이 보기
- 파충류
- 중생대
- 트라이아스기
- 화석